# Кумыкская культура
Культура кумыков (кум. къумукъ маданият)— совокупность традиционных, литературных, театральных, архитектурных, письменных и других форм деятельности северокавказского народа кумыки.